# St. Bonifatius (Großburschla)

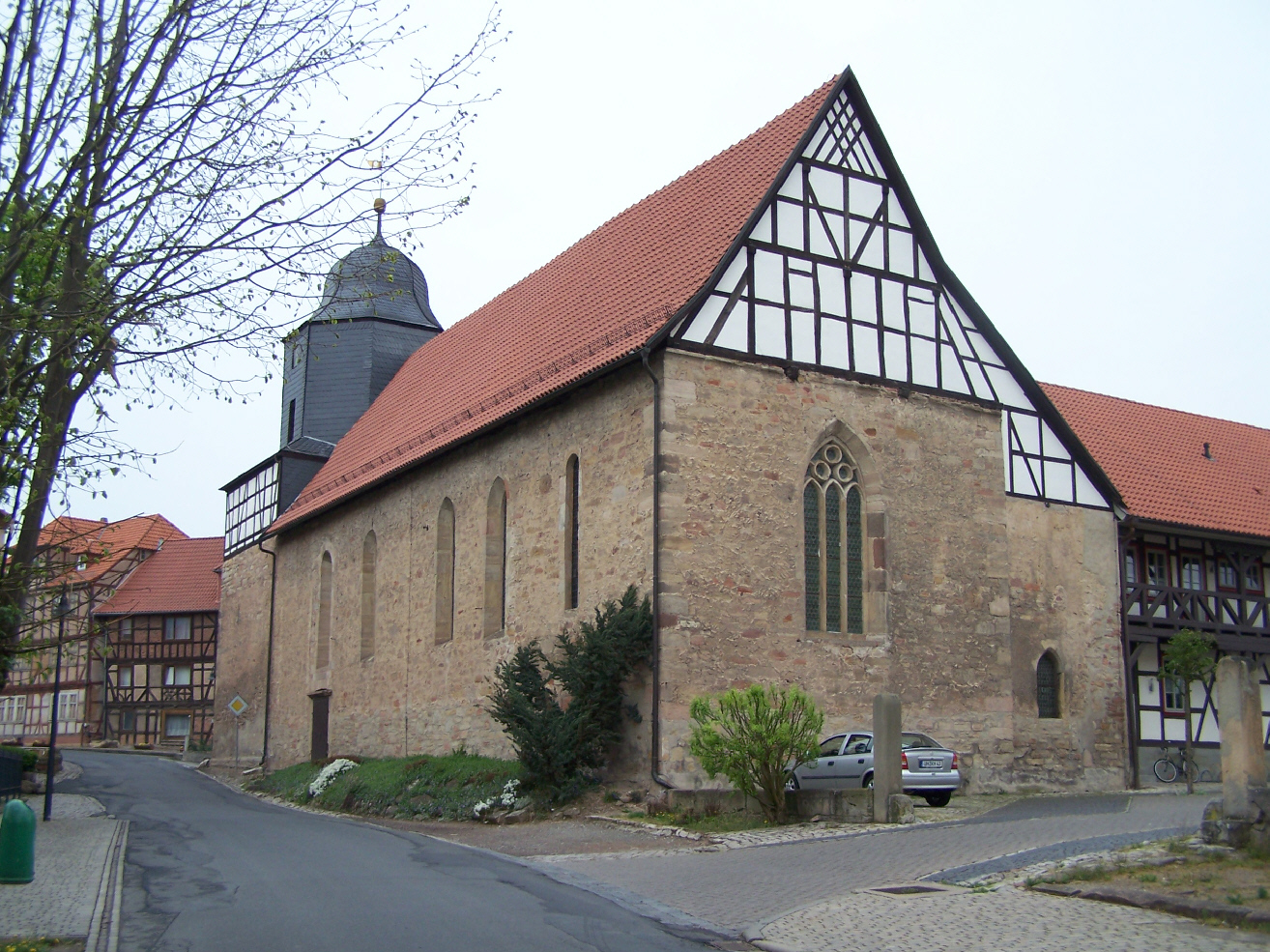
St. Bonifatius (Großburschla)

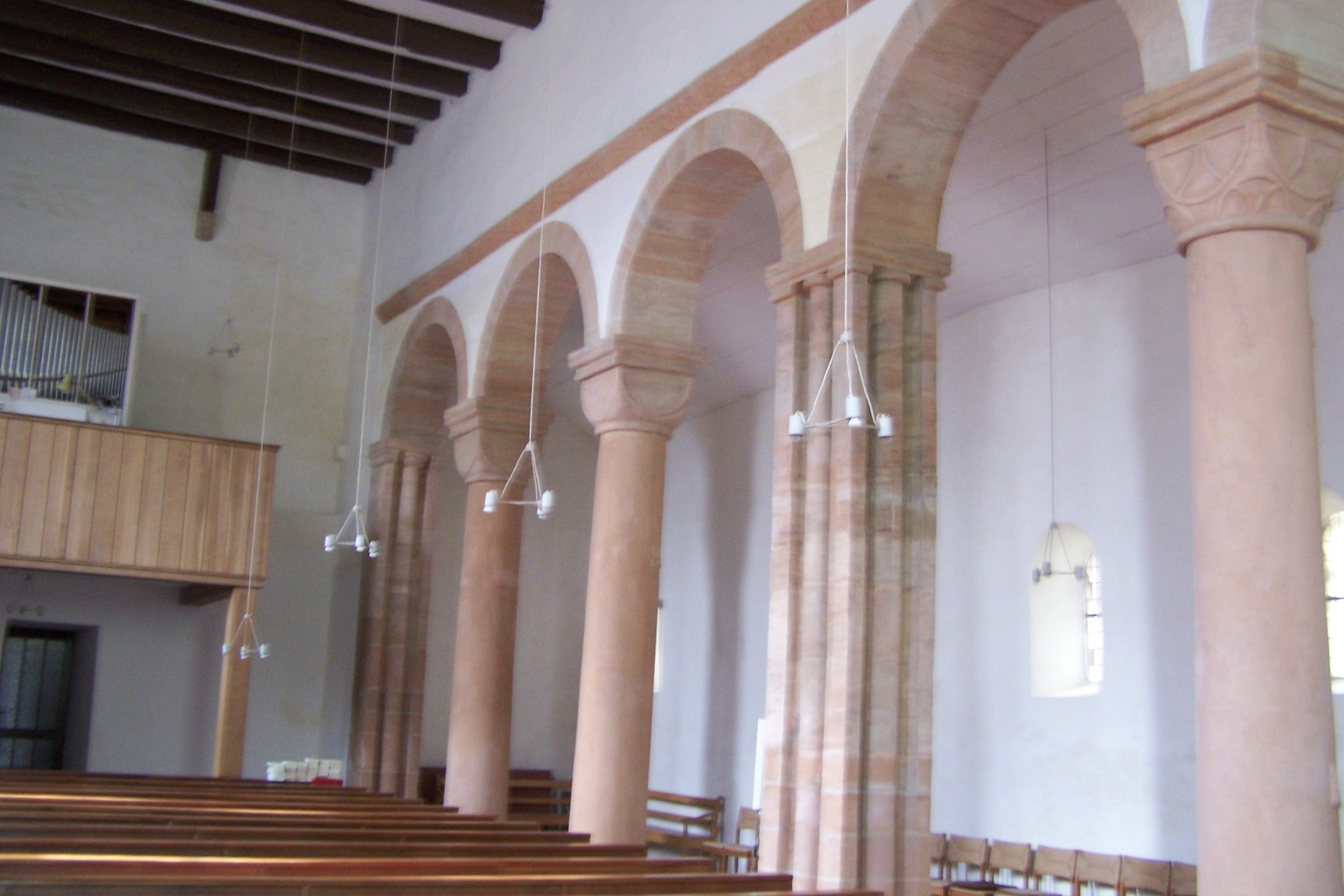
Arkaden und nördliches Seitenschiff

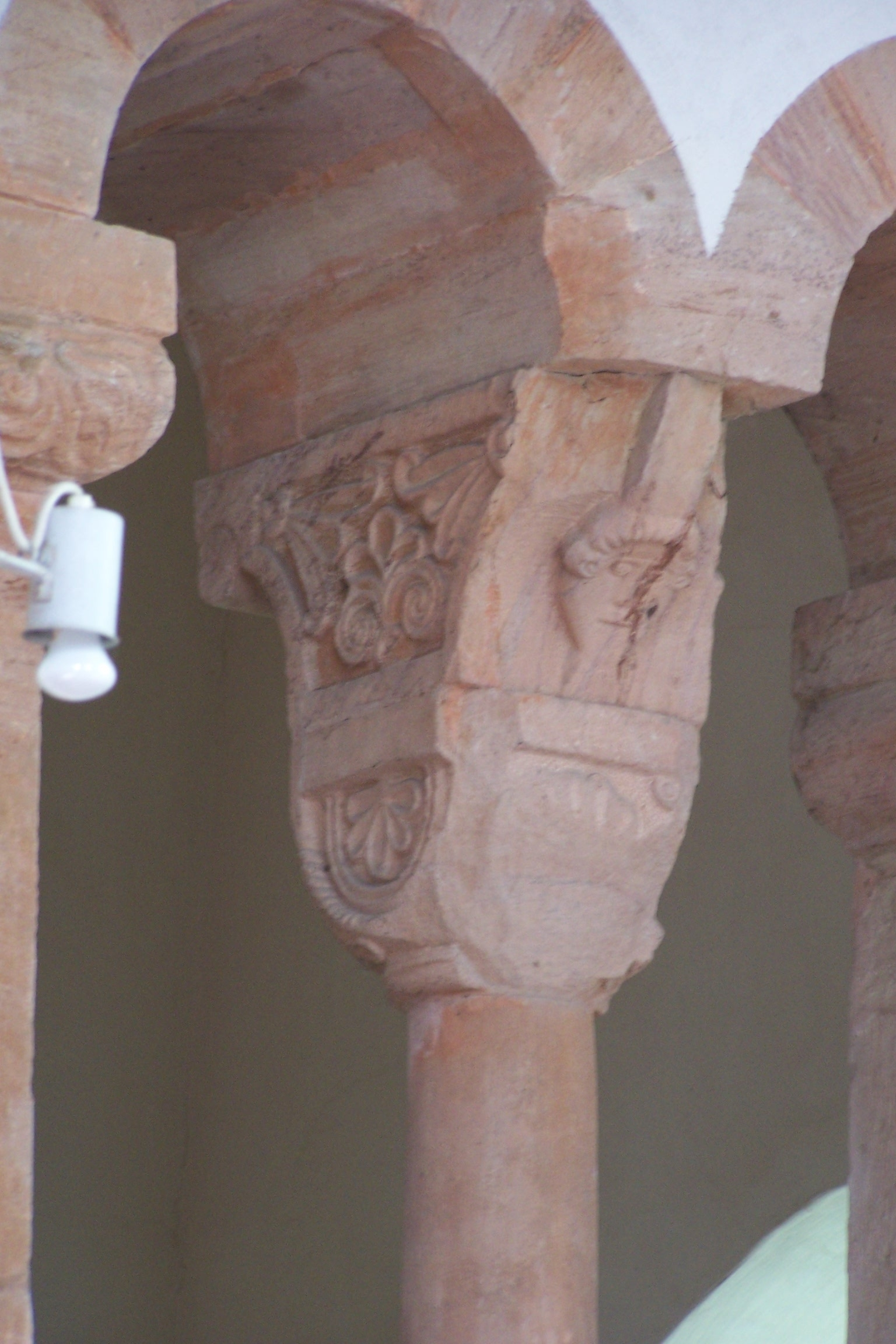
Kapitell eines Biforiums

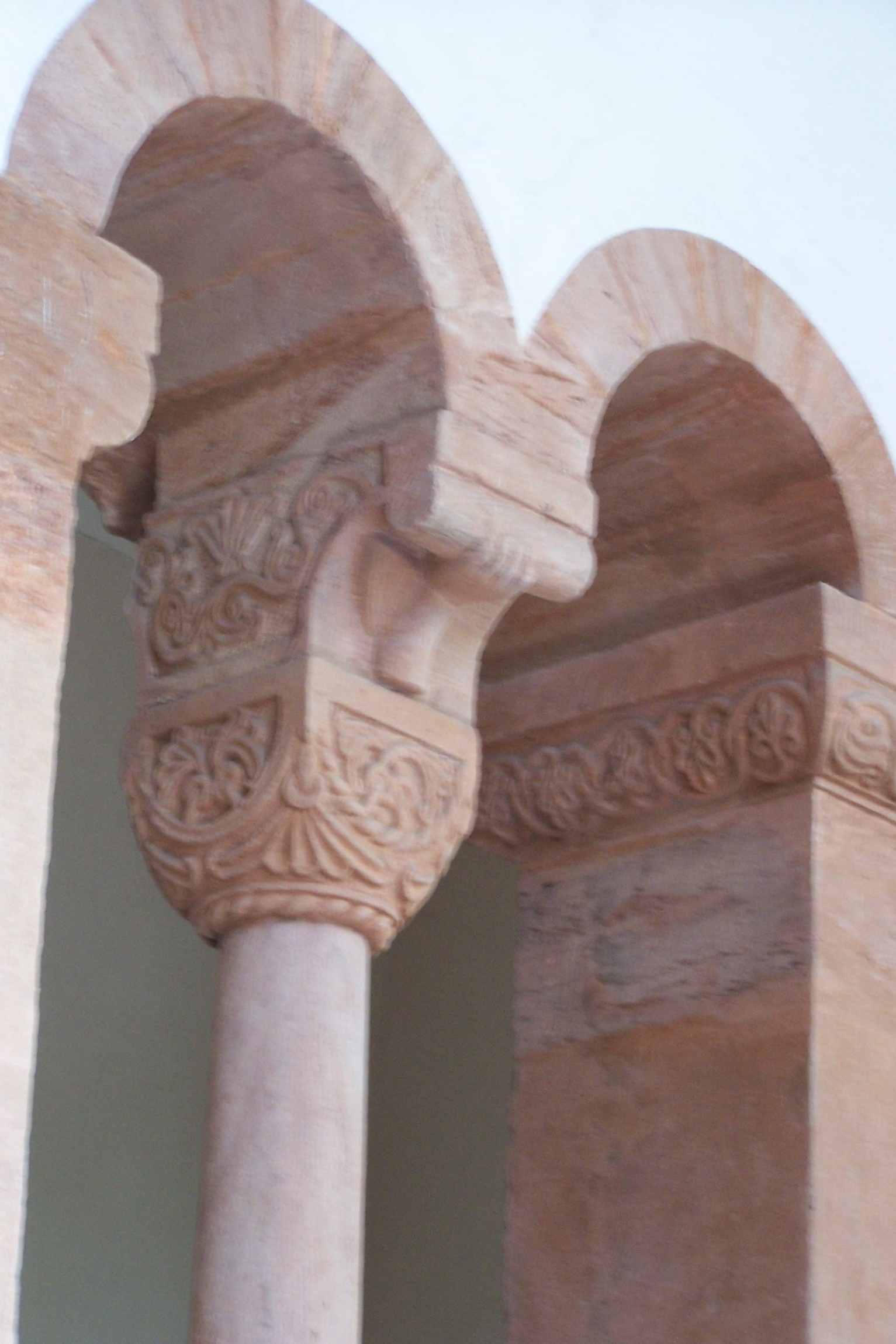
Kapitell

Die evangelische Dorfkirche St. Bonifatius ist eine später umgebaute romanische Stiftskirche im Ortsteil Großburschla von Treffurt im Wartburgkreis in Thüringen. Sie gehört zur Kirchengemeinde Großburschla im Kirchenkreis Mühlhausen der Evangelischen Kirche in Mitteldeutschland.

## Geschichte
Aus dem Jahr 980 datiert die unter Abt Werinhar von Fulda vorgenommene klösterliche Stiftung in Großburschla. Der erste Bau der romanischen Kirchenanlage wurde bei einem Brand 1008 zerstört und in der Zeit um 1130 bis 1150 erneuert. Erste Umbauten erfolgten im 14. Jahrhundert und nach dem Dreißigjährigen Krieg. Eine in den Jahren 1965–1968 durchgeführte bauarchäologische Untersuchung und Restaurierung der Kirche brachte viele Details der ursprünglich romanischen Baufassung zum Vorschein. Die Pfeiler und Säulen mit sparsam ornamentierten Kapitellen, die Doppelarkaden im Chorraum und die originale Balkendecke wurden gesichert und zum Teil ergänzt. Die von den Restauratoren gewählte Farbfassung orientiert sich an der ursprünglichen schwarz-roten Ornamentierung und farbigen Ausgestaltung der Säulen, Pfeiler und Arkaden. Das Bauwerk zählt zu den wertvollsten und besterhaltenen romanischen Kirchenbauten im Wartburgkreis.

## Architektur
Das im Grundriss rechteckige Bauwerk ist eine ehemals offenbar dreischiffige Basilika, die später zu einer zweischiffigen Pseudobasilika umgebaut wurde. Der Innenraum ist mit einer Flachdecke abgeschlossen. Die Arkaden zeigen den sächsischen Stützenwechsel. Die Pfeiler sind mit eingestellten Runddiensten an den Ecken verziert, die Säulen tragen Würfelkapitelle. Das darüber liegende Gesims ist mit einem Blattrankenfries verziert. Das Mittelschiff und das nördliche Seitenschiff laufen bis zur Ostwand durch. Die Wand zwischen Hauptchor und nördlichem Nebenchor ist durch zwei gekuppelte Biforien geöffnet, die jeweils mit einer Mittelsäule über einer attischen Basis und reicher figürlicher und pflanzlicher Ornamentik am Würfelkapitell und Kämpfer verziert sind. Der Pfeiler zwischen den Biforien ist mit Blattrankenfries im Kapitell verziert. Vor dem Altarraum sind Reste einer romanischen Chorschranke erhalten.

## Ausstattung
Ein Kruzifix stammt vermutlich vom Ende des 15. Jahrhunderts. An der Ostwand ist ein gotisches Beweinungsrelief aus der Zeit um 1480 zu sehen. 
Die Orgel ist ein Werk von Albin Hickmann & Comp. aus dem Jahr 1906 mit 15 Registern auf zwei Manualen und Pedal, das im Jahr 1950 von Rudolf Böhm in der Disposition geändert wurde. Die Chororgel wurde von der Firma Alexander Schuke Potsdam Orgelbau im Jahr 1968 erbaut. Der Turm birgt eines der wertvollsten Geläute Thüringens. Die fünf Glocken sind allesamt historisch und stammen aus den Jahren 1502, 1925, dem 14. Jahrhundert, 1517 und der Zeit um 1200. Hervorzuheben ist hierbei die große Glocke, die mit ihren reichen Verzierungen in der Region Seltenheitswert beanspruchen kann.